# Resaca (película)
Resaca es una película de Argentina en blanco y negro, sin sonido, que se estrenó en 1916 dirigida por Atilio Lipizzi sobre su propio guion según la obra de teatro de Alberto Weisbach, con leyendas de José  González Castillo. Tuvo como principales intérpretes a Pedro Gialdroni, que también había protagonizado la versión teatral, y Camila Quiroga y en la película también actuaba la por entonces todavía una niña, Eva Franco.

## Producción
Atilio Lipizzi ( Reino de Italia, 26 de julio de 1867 – 16 de mayo de 1939 fue un fotógrafo, empresario y director de cine, uno de los pioneros de esta industria en Argentina que vivió en Buenos Aires desde 1904 dedicado al comercio vinculado al cine y después a la distribución de filmes. En 1915 Lipizzi fotografió Una noche de garufa, la primera película de José Agustín Ferreyra y al año siguiente dirigió Resaca.
La obra teatral del mismo nombre en que se basó el filme fue un boceto dramático en un acto, de ambiente arrabalero, escrito por Alberto Weisbach, que se estrenó el 14 de noviembre de 1911 en el Teatro Nacional perteneciente a Pascual Carcavallo por la compañía de Enrique de Rosas. En 1914 fue repuesta en el Teatro Variedades por la compañía encabezada por Enrique de Rosas y Humberto Zurlo, ocasión en que se produjo el debut teatral de Luis Arata en el pequeño rol del guitarrero Primogénito Bordona.

## Reparto
Intervinieron en el filme los siguientes intérpretes:
- Pedro Gialdroni
- Camila Quiroga
- Luis Arata
- Marcelo Ruggero
- Olinda Bozán
- Alfredo Camiña
- Eva Franco
- Ovidio José Bianquet

## Recepción
La película se mantuvo 34 días en cartel, lo que en ese momento se consideraba exitoso. Hay escenas con varias parejas bailando tango y es la primera de las 14 películas en que trabajó Ovidio José Bianquet, apodado El Cachafaz. Dice Jorge Finkielman que probablemente es el primer largometraje de ficción que incorpora el tango a su trama, o sea que no se limita a solamente mostrarlo como un espectáculo de baile. El comentario crítico de La Prensa decía:

”Según el autor, la película transcurre en un suburbio de Buenos Aires pero en nuestra opinión podría ser en los barrios bajos de cualquier país con solo cambiar el tango, el mate y la guitarra por danzas, vicios y costumbres locales. El filme es grotesco por la crudeza y desolación de la mayoría de las escenas. La trama está basada en la depravación y el vicio y aunque hay personajes decentes y redimibles, la totalidad de la película nos pareció solo una serie de aventuras de gauchos en la tradición descripta por Gutiérrez, con la diferencia de que aquellos poseían aspectos nobles pero en Resaca solo tienen instintos sangrientos y proceden como bestias salvajes. A todo esto debemos agregar la actuación exagerada de los actores con la excepción de la Sra. Quiroga y del Sr. Cordido que, según nuestra visión, son los que actúan en una forma más verosímil.”